# Bell 47
Bell 47 je lahki enomotorni večnamenski helikopter ameriškega proizvajalca Bell Helicopter. Poganja ga šestvaljni batni motor Lycoming in ima dvokraki glavni rotor. Baziran je na prvem Bellovem helikopterju Model 30. Oba helikopterja na načrtoval Arthur M. Young. Bell 47 je bil prvi helikopter za civilno uporabo, certificiran je bil 8. marca 1946. Zgradili so več kot 5600 Bell 47 helikopterjev, izdelovali so jih tudi pot licenco pri italijanski Agusti, japonskem Kawasaki Heavy Industries  in britanskem  Westland Aircraft. Bell 47J Ranger je verzija z zaprto kabino.
Prvi verzije so se razlikovale po izgledu in konfiguracji. Model 47G se zlahko prepozna po okrogli kabini, odprto strukturo repnega dela, rezervoarjih za gorivo in sankah. Verzija je imel bolj pokrito strukturo in naj bi bila bolj "luksuzna".
Poganjali so jih batni motorji Franklinali Lycoming z razponom moči 200 do 305 KM. 
Prvi modeli so imeli dva sedeža, nekateri modeli pa štiri. Leta 2011 je bilo v uporabi še vedno 1068 helikoptorjev, tudi če se je proizvodnja ustavila leta 1974. Uporabljali so se za šolanje pilotov in tudi agrikulturne dejavnosti.  and 15 in the UK.
Na Japonskem so razvili štirisdežno različico Kawasaki KH-4.

## Tehnične specifikacije(Bell 47G-3B)
- Posadka: 1 ali 2
- Kapaciteta: 2, nekateri model 4 (skupaj s piloti)
- Dolžina: 31 ft 7 in (9,63 m)
- Premer rotorja: 37 ft 2 in (11,32 m)
- Višina: 9 ft 3 in (2,83 m)
- Površina rotorja: 1 085 sq ft (100,8 m²)
- Prazna teža: 1 893 lb (858 kg)
- Uporaben tovor: 1 057 lb (482 kg)
- Maks. vzletna teža: 2 950 lb (1 340 kg)
- Motor: 1 × Lycoming TVO-435-F1A  šest valjni protibatni (Boxer), 280 KM (210 kW)

- Maks. hitrost: 91 vozlov (105 mph, 169 km/h)
- Potovalna hitrost: 73 vozlov (84 mph, 135 km/h)
- Dolet: 214 nmi (245 mi, 395 km)
- Hitrost vzpenjanja: 860 ft/min (4,37 m/s)